# Cervinia bradyi
Cervinia bradyi är en kräftdjursart som beskrevs av Brady och Norman MS 1878. Cervinia bradyi ingår i släktet Cervinia, och familjen Cerviniidae. Arten är reproducerande i Sverige.